# 帕利亞爾科查湖
15°34′34″S 72°43′20″W / 15.57611°S 72.72222°W

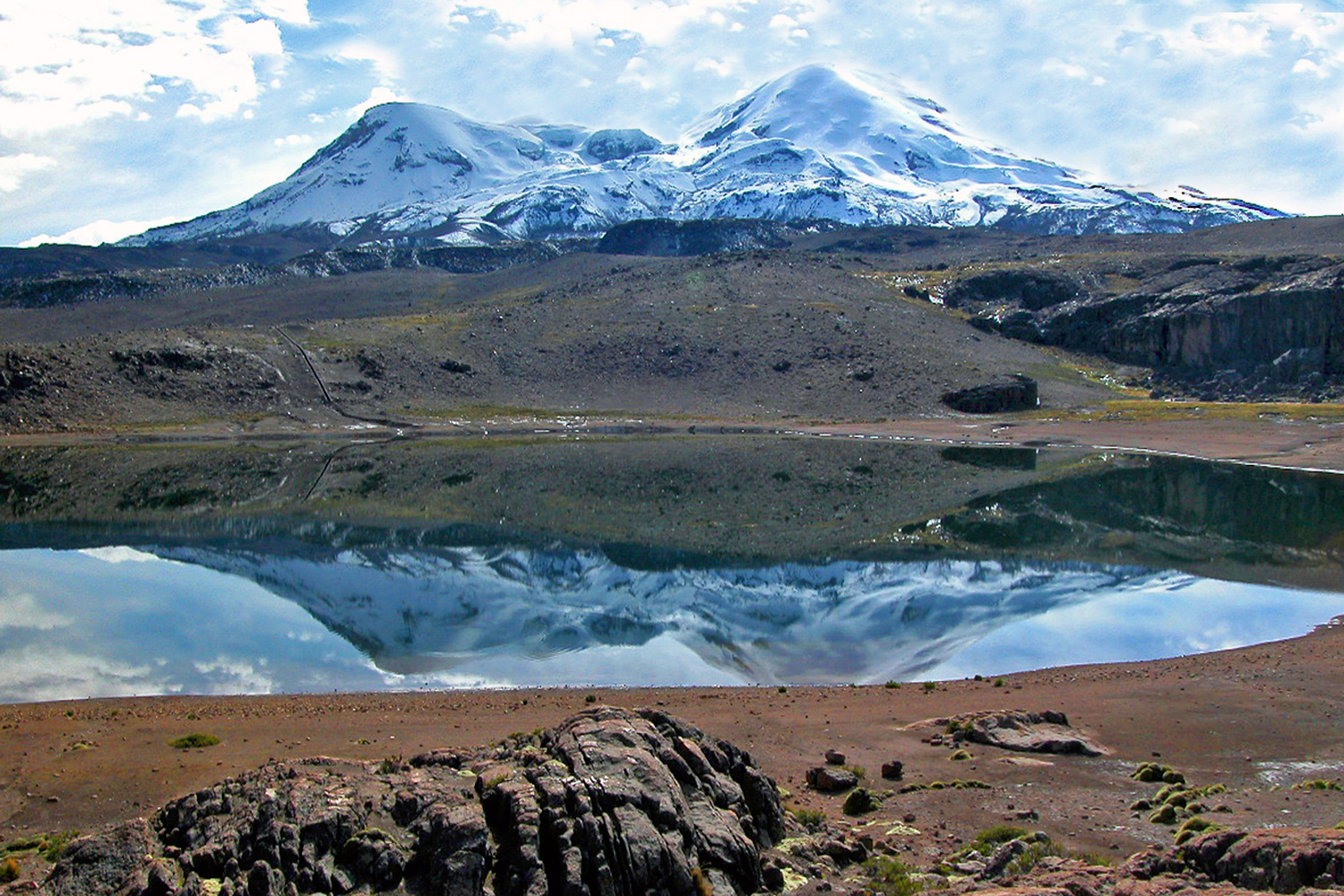

帕利亞爾科查湖（Pallarcocha），是秘魯的湖泊，位於該國南部阿雷基帕大區，由康德蘇約斯省的安達賴區負責管轄，處於科羅普納峰以西，海拔高度4,740米。